# Monumentul tetrarhilor

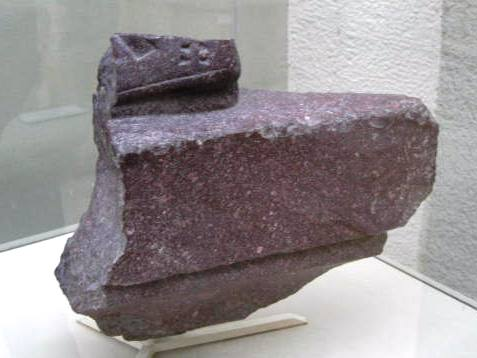
Porțiune de încălţare lipsă, păstrată în prezent în Muzeul de Arheologie din Istanbul.

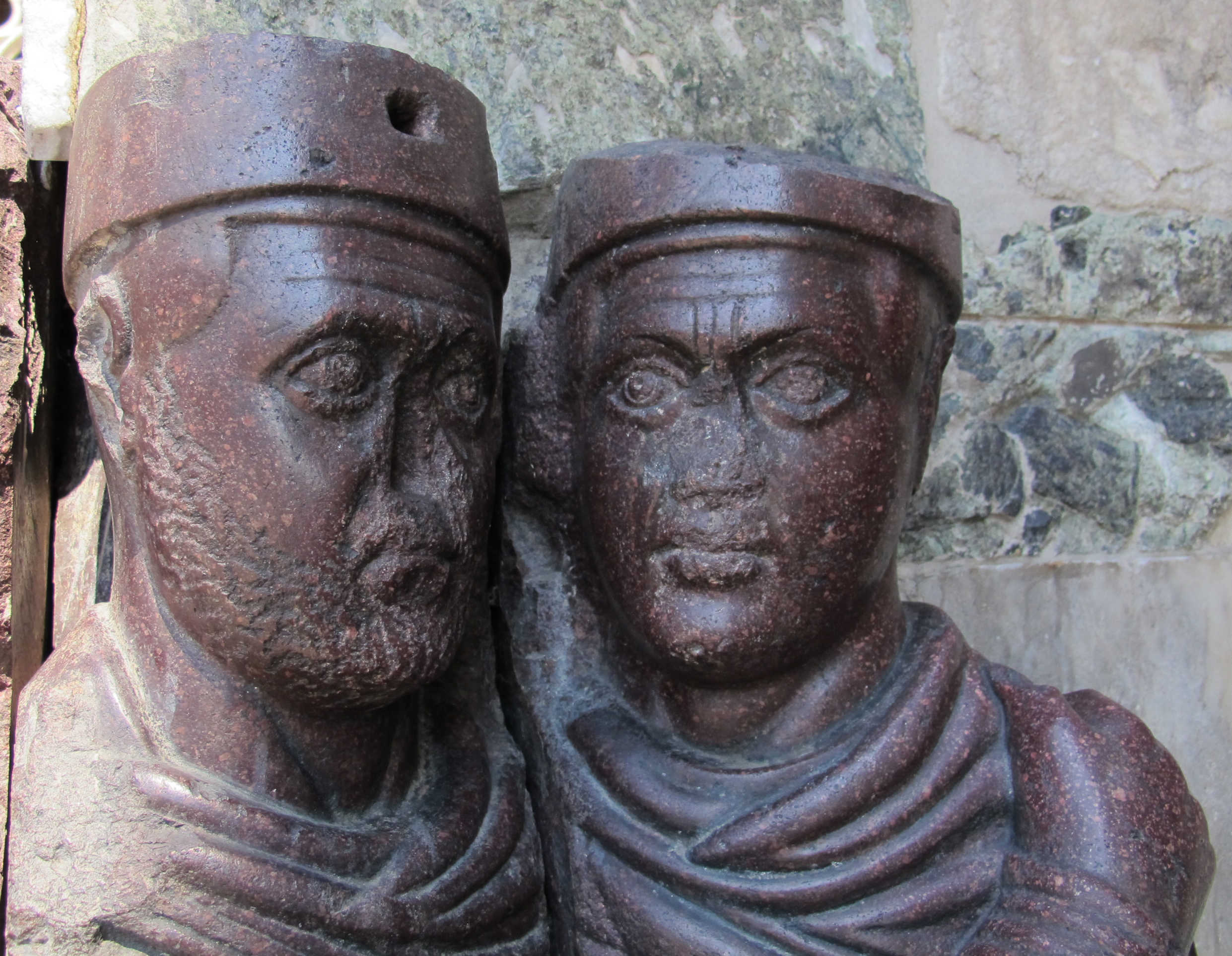
Detaliu

Monumentul tetrarhilor este un grup statuar din porfir a patru împărați romani, datând din jurul anului 300. Începând din Evul Mediu a fost fixat într-un colț al fațadei Bazilicii San Marco din Veneția (Italia). Inițial el a făcut parte probabil din decorațiunile pieței Philadelphion din Constantinopol. Statuile au o înălțime de 1,30 m.

## Subiect
Imperiul Roman a fost condus pentru o perioadă de timp după 293 de o tetrarhie (un grup de patru conducători), instituită de împăratul Dioclețian. Tetrarhia era formată din doi auguști (împărați seniori) și doi cezari (împărați mai tineri). Imperiul a fost divizat teritorial în două părți: una de apus și una de răsărit, cu un împărat senior și un împărat mai tânăr în fiecare jumătate. După ce Dioclețian și colegul său, Maximian, s-au retras în 305, au izbucnit lupte interne între tetrarhi. Sistemul a încetat să mai existe în jurul anului 313.
Monumentul celor patru tetrarhi simbolizează mai degrabă conceptul de tetrarhie decât patru portrete personale. Fiecare tetrarh arată la fel, fără caracteristici individualizate, cu excepția celor doi mai în vârstă, probabil reprezentându-i pe auguști, care au bărbi, iar ceilalți doi nu au. Grupul este împărțit în perechi, fiecare îmbrățișându-se unul cu celălalt, ceea ce-i unește pe auguști și pe cezari. Ansamblul statuar sugerează unitate și stabilitate. Materialul ales, durabilul porfir (care provenea din Egipt), simbolizează o permanență în genul sculpturilor egiptene și a statuilor kouros mai vechi. Porfirul era rar și rezervat pentru uzul imperial.

## Stil
Figurile sunt robuste, departe de verosimilitatea sau idealismul perioadelor anterioare. Persoanele sunt rigide, ținuta lor este ornamentată și stilizată. Fețele lor sunt repetitive și ei par să privească într-o stare de transă. Comparându-le cu reliefurile de mai târziu de pe Arcul lui Constantin din Roma, Ernst Kitzinger găsește aceleași "proporții cioturoase, mișcări unghiulare, o ordonare a pieselor prin simetrie și repetiție și o redare a trăsăturilor și vestimentației prin incizii, mai degrabă decât prin modelare". Analizând alte exemple, el continuă "Semnul distinctiv al stilului ori de câte ori apare constă dintr-o duritate categorică, greutate și unghiularitate - pe scurt, o respingere aproape completă a tradiției clasice". 
Întrebarea cum trebuie analizată ceea ce poate părea un declin atât în stil, cât și execuție în arta antichității târzii a generat numeroase discuții. Factorii introduși în discuție includ: o ruptură a transmiterii de competențe artistice din cauza problemelor politice și economice generate de Criza din secolul al III-lea, influența exercitată de stilurile orientale și de alte stiluri regionale pre-clasice din întregul Imperiu (o idee promovată de Josef Strzygowski (1862-1941), iar în prezent respinsă în cea mai mare parte), apariția în arta publică a unui stil "popular" simplu sau "italic" care a fost folosit de cei mai puțin bogați, o cotitură ideologică activă împotriva a ceea ce au ajuns să reprezinte stilurile clasice și o preferință deliberată pentru a vedea lumea cu simplitate și pentru a exploata posibilitățile expresive care au dat un stil simplu. Un factor care nu poate fi responsabil, din cauza datei și originii Monumentului tetrarhilor, este creșterea sprijinului public pentru creștinism. Această schimbare în stilul artistic marchează o trecere către stilul Evului Mediu.

## Istoric
Statuile au decorat inițial probabil coloanele porticului din piața Philadelphion a Constantinopolului. Ele au fost furate de către venețieni, atunci când orașul a fost jefuit în timpul Cruciadei a patra din 1204, și aduse la Veneția. În anii 1960, o parte din călcâiul piciorului lipsă a fost descoperită de arheologi la Istanbul în apropiere de Moscheea Bodrum. Această parte este adăpostită acum în Muzeul de Arheologie din Istanbul.